# Pachycondyla talpa
Pachycondyla talpa är en myrart som först beskrevs av Andre 1890.  Pachycondyla talpa ingår i släktet Pachycondyla och familjen myror.

## Underarter
Arten delas in i följande underarter:
- P. t. talpa
- P. t. variolata

## Bildgalleri

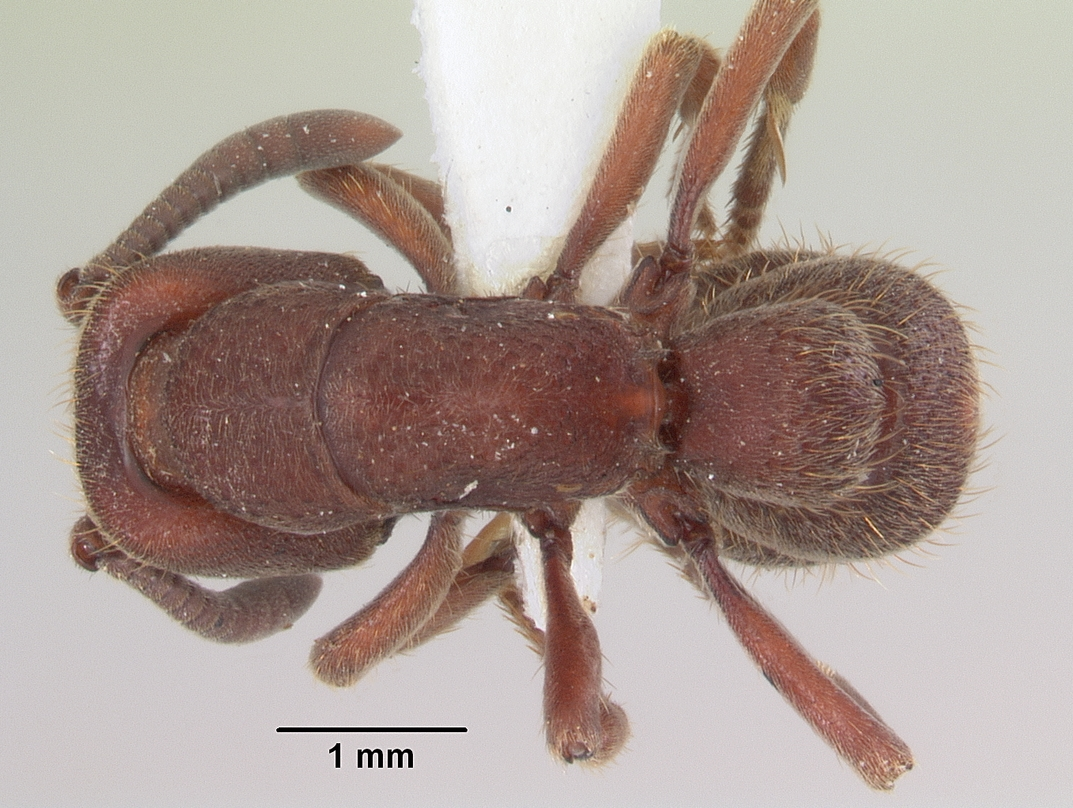
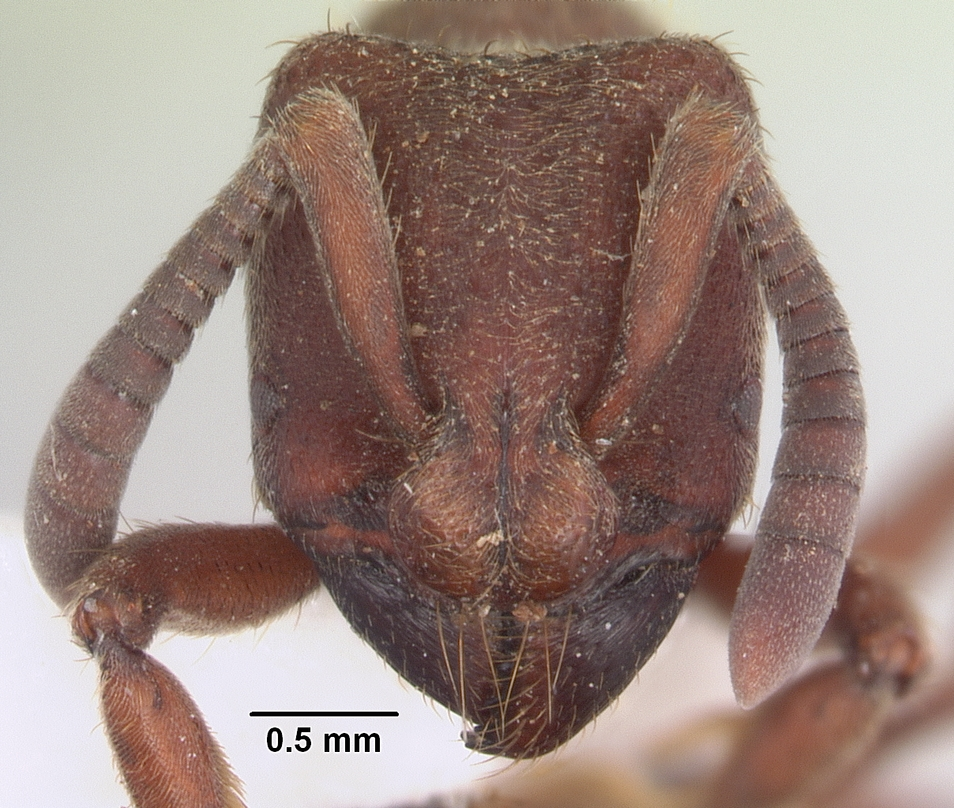
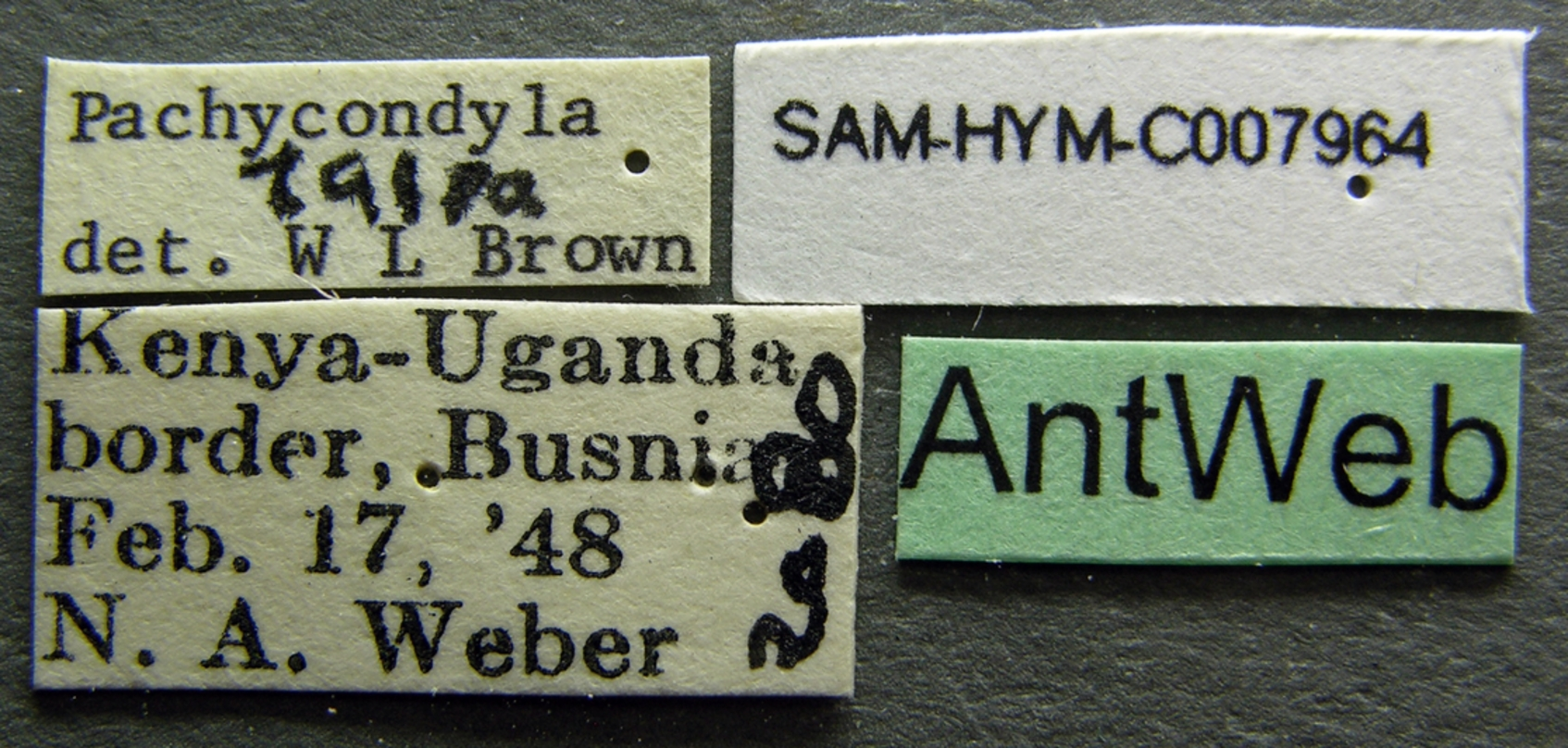
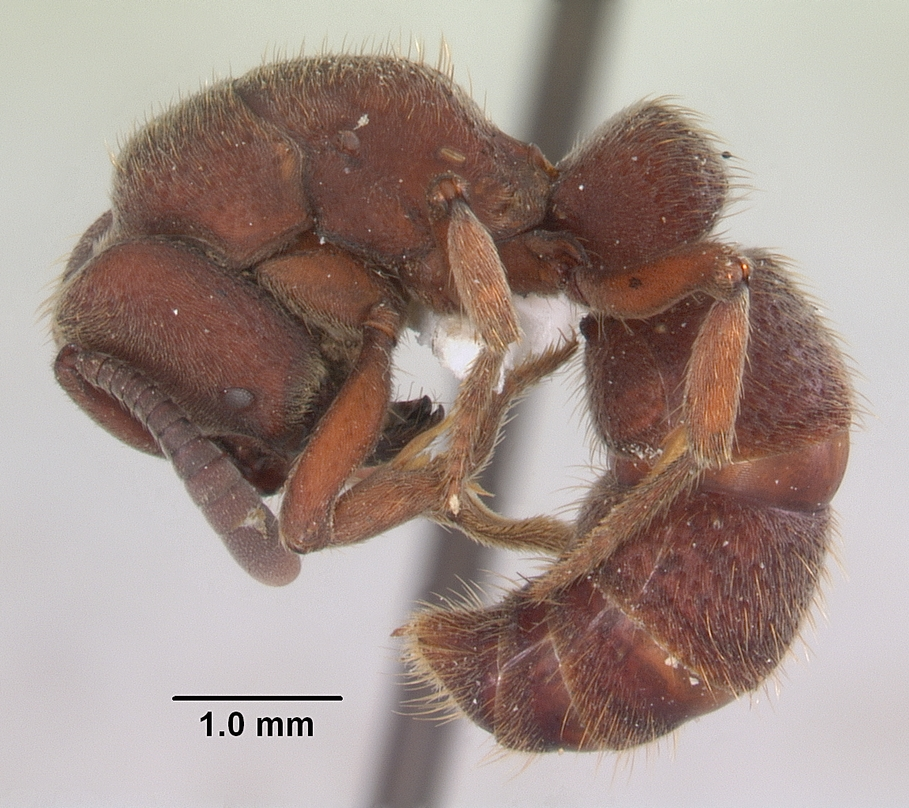